# Zone naturelle protégée de la Gorge-de-la-Rivière-Point-Wolfe
La zone naturelle protégée de la Gorge-de-la-Rivière-Point-Wolfe est une zone naturelle protégée du Nouveau-Brunswick (Canada) située à l'ouest du parc national de Fundy. Cette réserve naturelle de 726 ha a pour mission de protéger des ravins du plateau de Fundy. Elle est franchie par la rivière Point Wolfe.

## Histoire
Cette aire protégée a été créée en 1996. En 2003, elle a été convertie en zone naturelle protégée. Elle a été incluse parmi la zone de transition de la réserve de biosphère de Fundy en 2007.

## Flore
On retrouve plusieurs plantes rares dans la zone naturelle protégée, soit la dryoptère odorante (Dryopteris fragrans), la woodsie glabre (Woodsia glabella), la lycopode sélagine (Huperzia selago), le trichophore des Alpes (Trichophorum alpinum), l'eupatoire rugueuse (Ageratina altissima) et la vergerette à feuilles d'hysope (Erigeron hyssopifolius).